# Висоцький Михайло Костянтинович
Михайло Костянтинович Висоцький (нар. 19 листопада (1 грудня) 1885, Недра — 6 жовтня 1950, Київ) — український і російський радянський актор.

## Біографія
Народився 19 листопада (1 грудня) 1885 року в селі Недра Київської губернії (нині Баришівського району Київської області). У 1913 році закінчив театральну школу П. Мочалова в Одесі.
Багато років працював під керівництвом свого вчителя М. І. Собольщикова-Самарина в театрах Одеси (1916–1923), Києва
(1923–1925), Сімферополя (1930—1933), Саратова, Самари.
У 1934–1937 роках — актор Горьковського театру драми. У 1940–1950 роках — в Київському театрі імені Лесі Українки.
Помер 6 жовтня 1950 року в Києві. Похований на Байковому кладовищі (ділянка № 3).

## Творчість
Театральні ролі: Фамусов («Лихо з розуму» Грибоєдова), Сганарель («Камінний господар» Лесі Українки), Бублик, Перкінс («Платон Кречет», «Місія містера Перкінса в країну більшовиків» Корнійчука)
Знімався в кіно:
- 1950 — «Тарас Шевченко» :: пан Лукашевич Євдоким Апполонович;
- 1950 — «Щедре літо» :: Свирид Подпруженко, батько Оксани;
- 1950 — «Секретна місія» :: Черчілль;
- 1946 — «Центр нападу» :: батько Олени;
- 1945 — «Нескорені» :: німецький інженер;
- 1945 — «Зигмунд Колосовський» :: Боровський;
- 1945 — «В далекому плаванні» :: старший офіцер Снєгов Василь Іванович;
- 1942 — «Юний Фріц» (короткометражний) :: батько;
- 1942 — «Котовський» :: охоронець закону;
- 1941 — «Богдан Хмельницький» :: сотник Гарбуз;
- 1939 — «Шуми, містечко» :: диктор.

## Відзнаки
Народний артист УРСР з 1943 року. Нагороджений орденом «Знак Пошани».